# Kései meggy
A kései meggy (Prunus serotina) Észak-Amerikában elterjedt. Díszfaként Európában ültetik is.
Magyarországon inváziós fajnak számít, nem ültethető.

## Származási helye
Kanada legdélkeletibb része, és az Egyesült Államok nagy része a Nagy Préritől keletre. Arizonában és Guatemalában szintén megtalálható. Élőhelye erdők, mezők, útszélék. Európában inváziós faj.

## Leírása
Terebélyes, oszlopos, 25 méteresre is megnövő lombhullató fa.
Kérge sötétszürke, sima.
Levelei elliptikusak, lándzsásak, 12 cm hosszúak és 5 cm szélesek, kihegyesedők, finoman fogazottak. Felszínük fényes sötétzöld, sima, fonákjuk világosabb a főér mentén szőrös.
Ősszel sárgára, vörösre színeződnek. Virágai fehérek, 1 cm-esek, terebélyes vagy bókoló, hajtásvégi fürtökben tavasz végén, nyár elején nyílnak. A virágok hosszú porzószálúak.
Termése kerek, 1 cm-es, vörös, éretten fekete csonthéjas, ehető.

## Képek

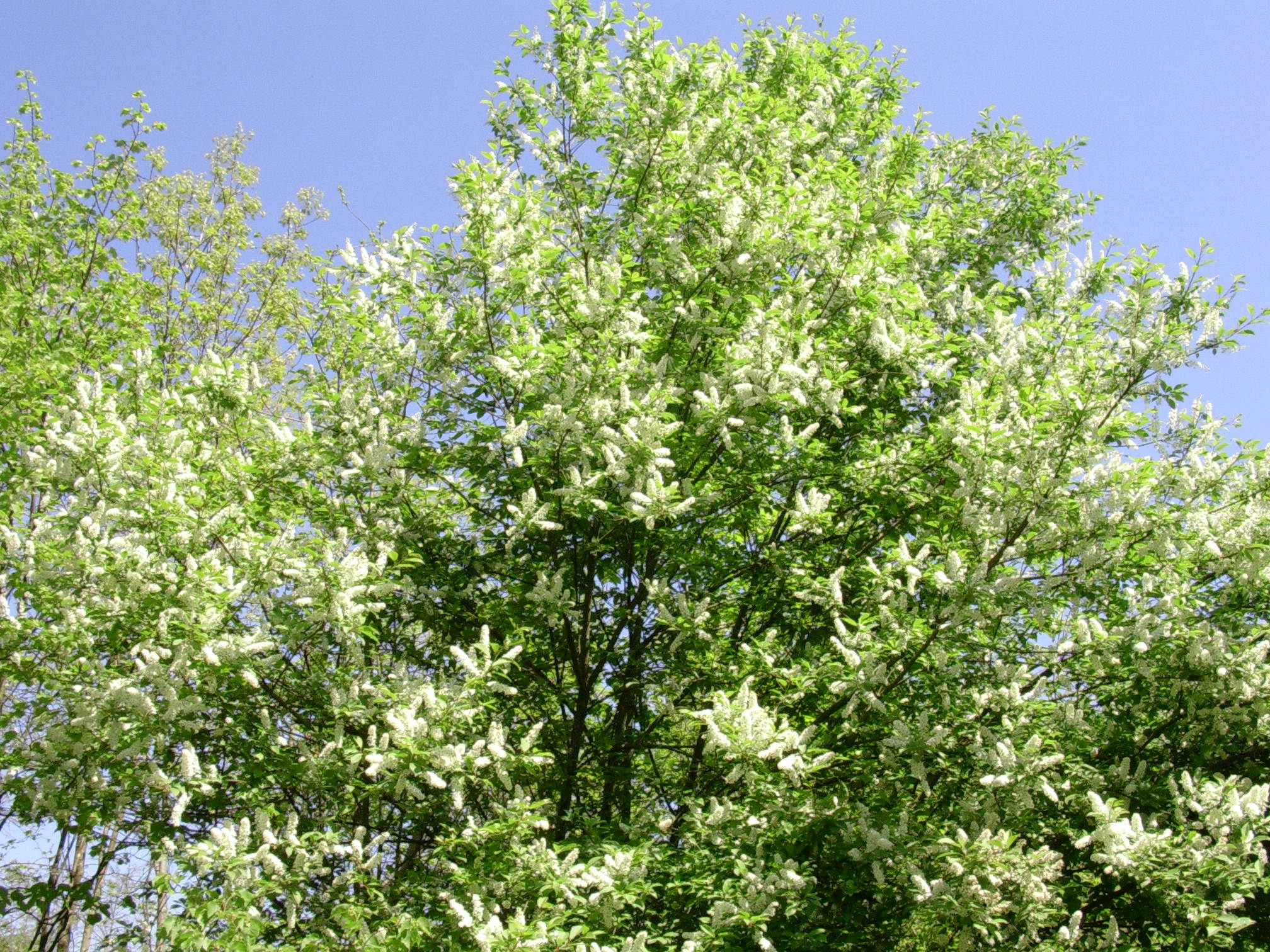
Habitusa
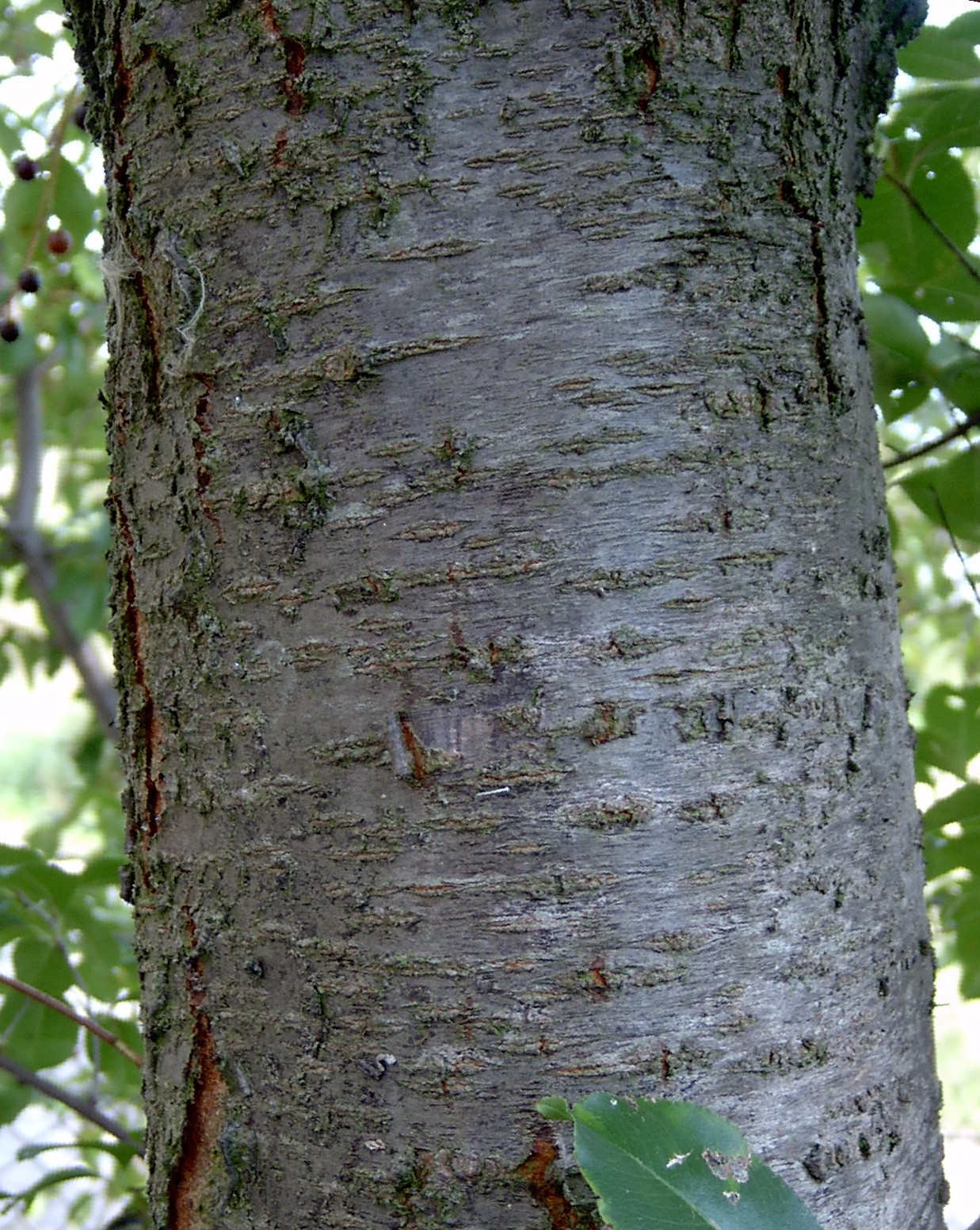
Kérge
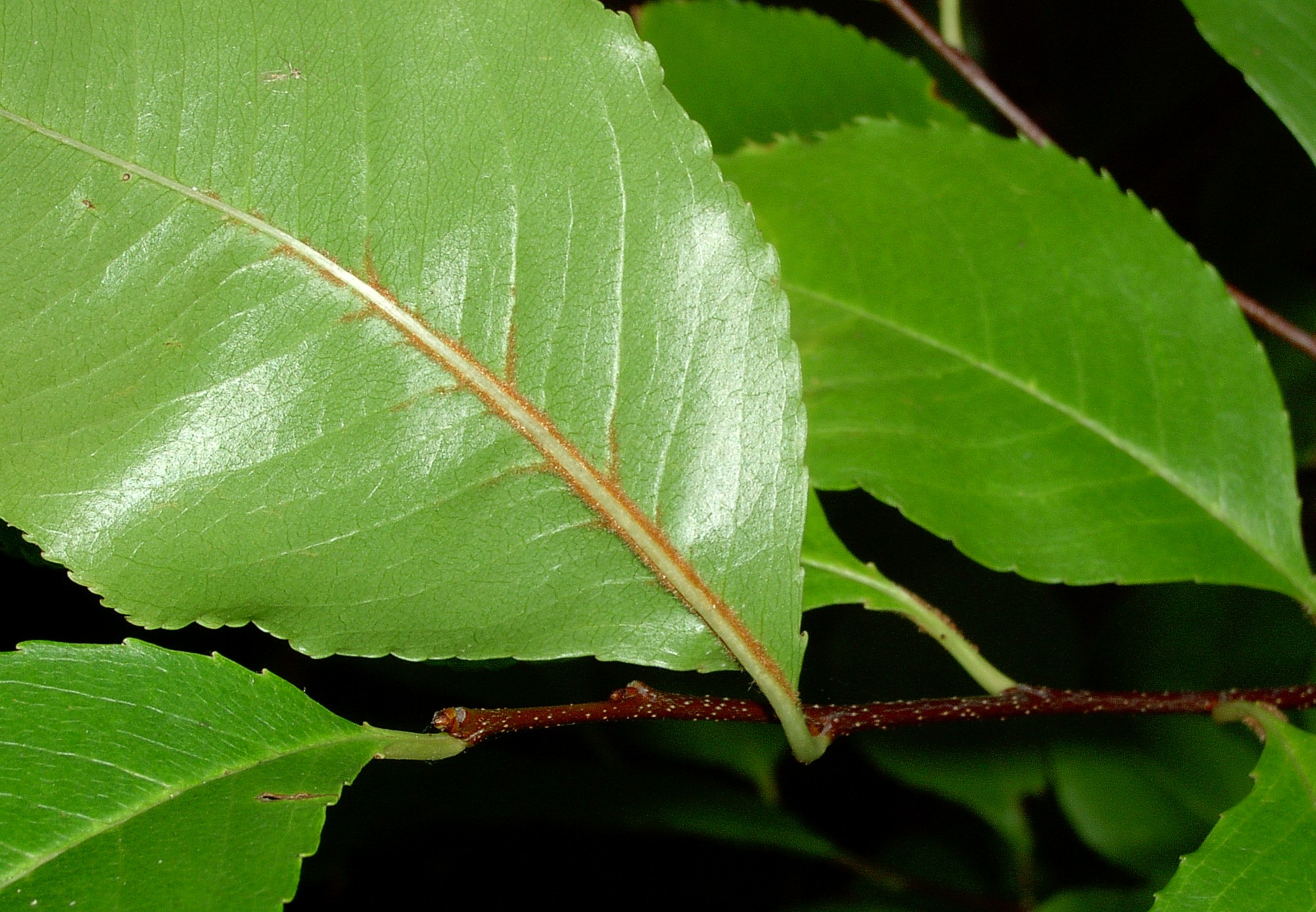
levélfonák
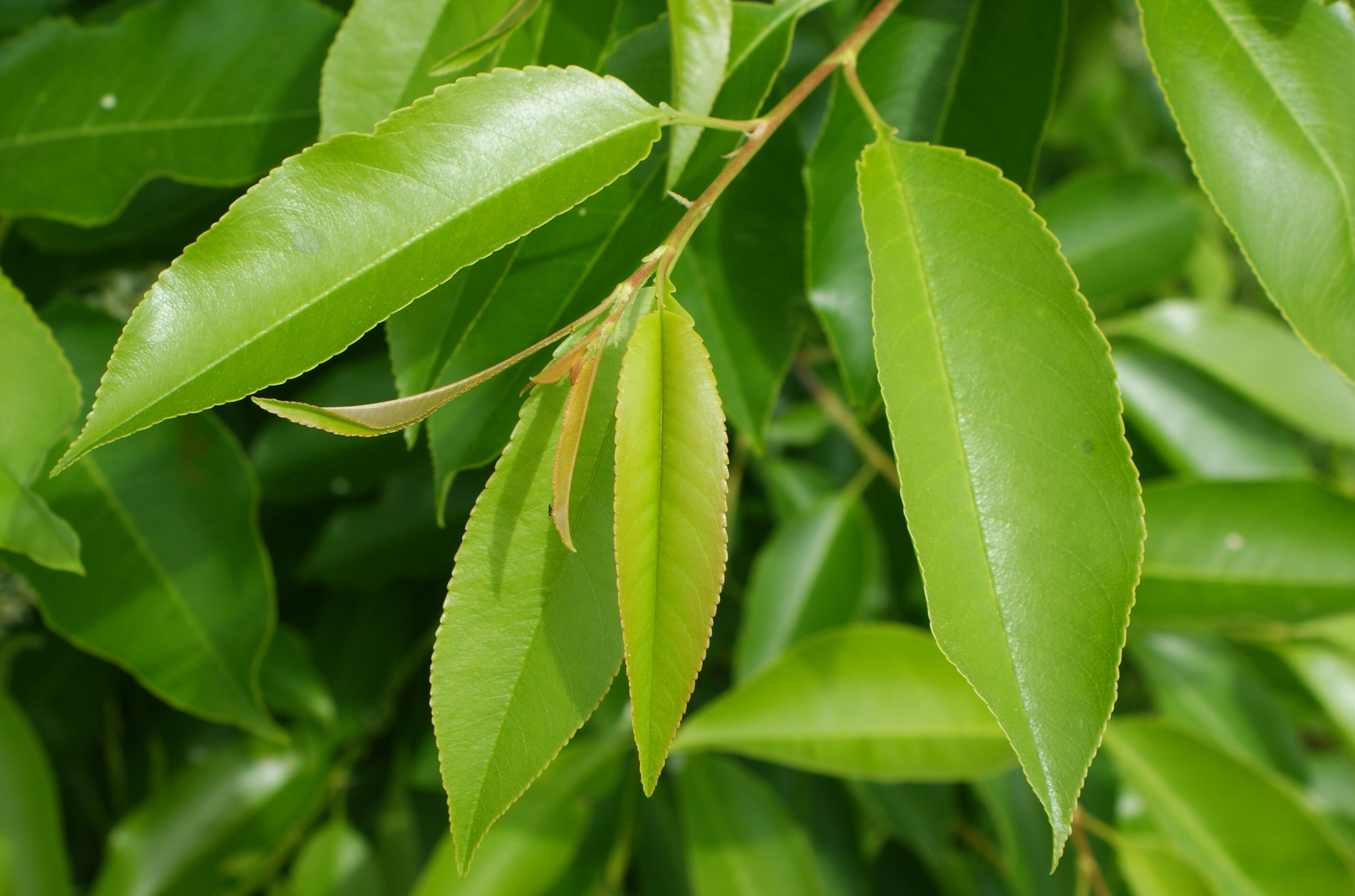
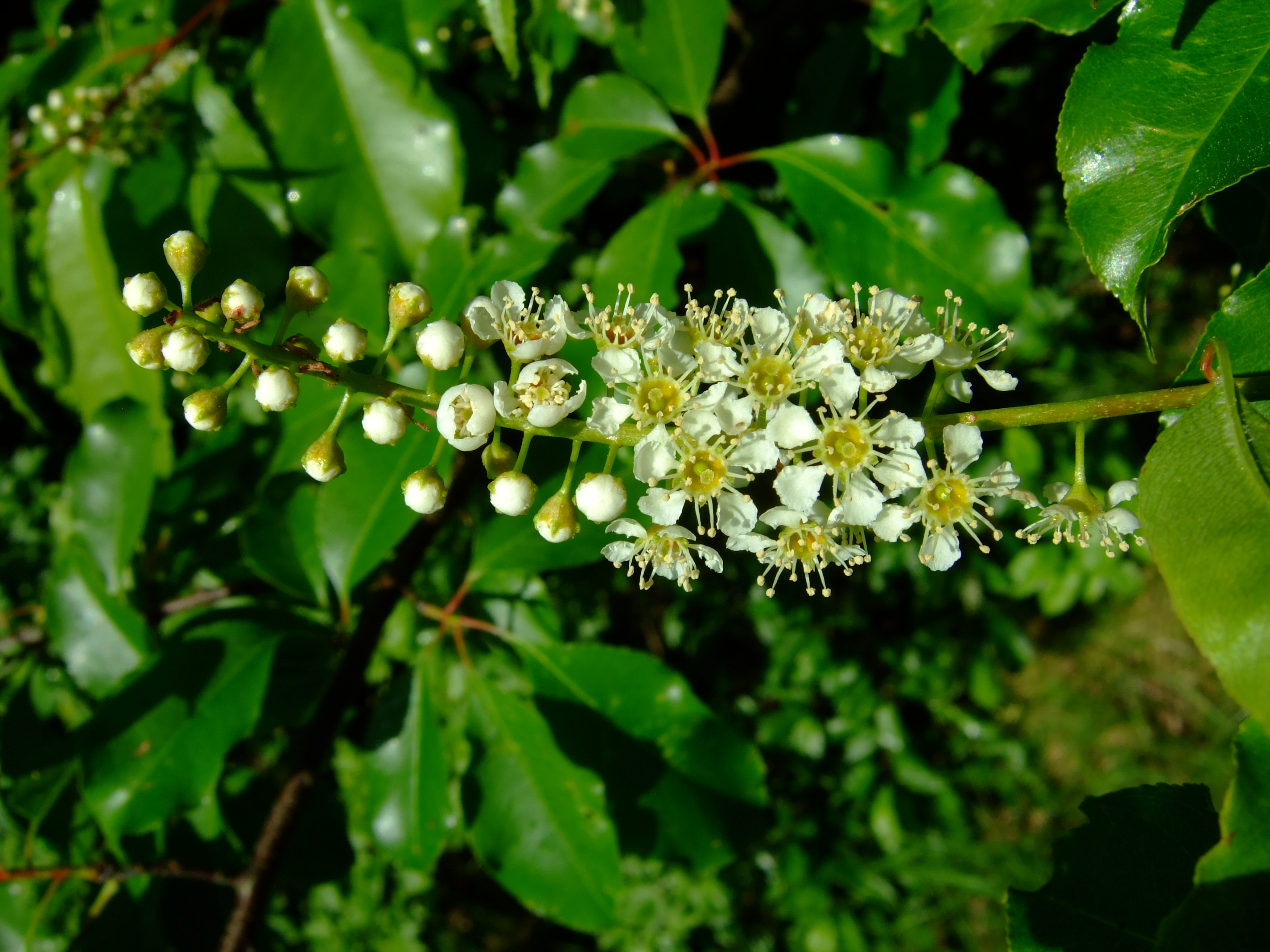
Fürtvirágzata
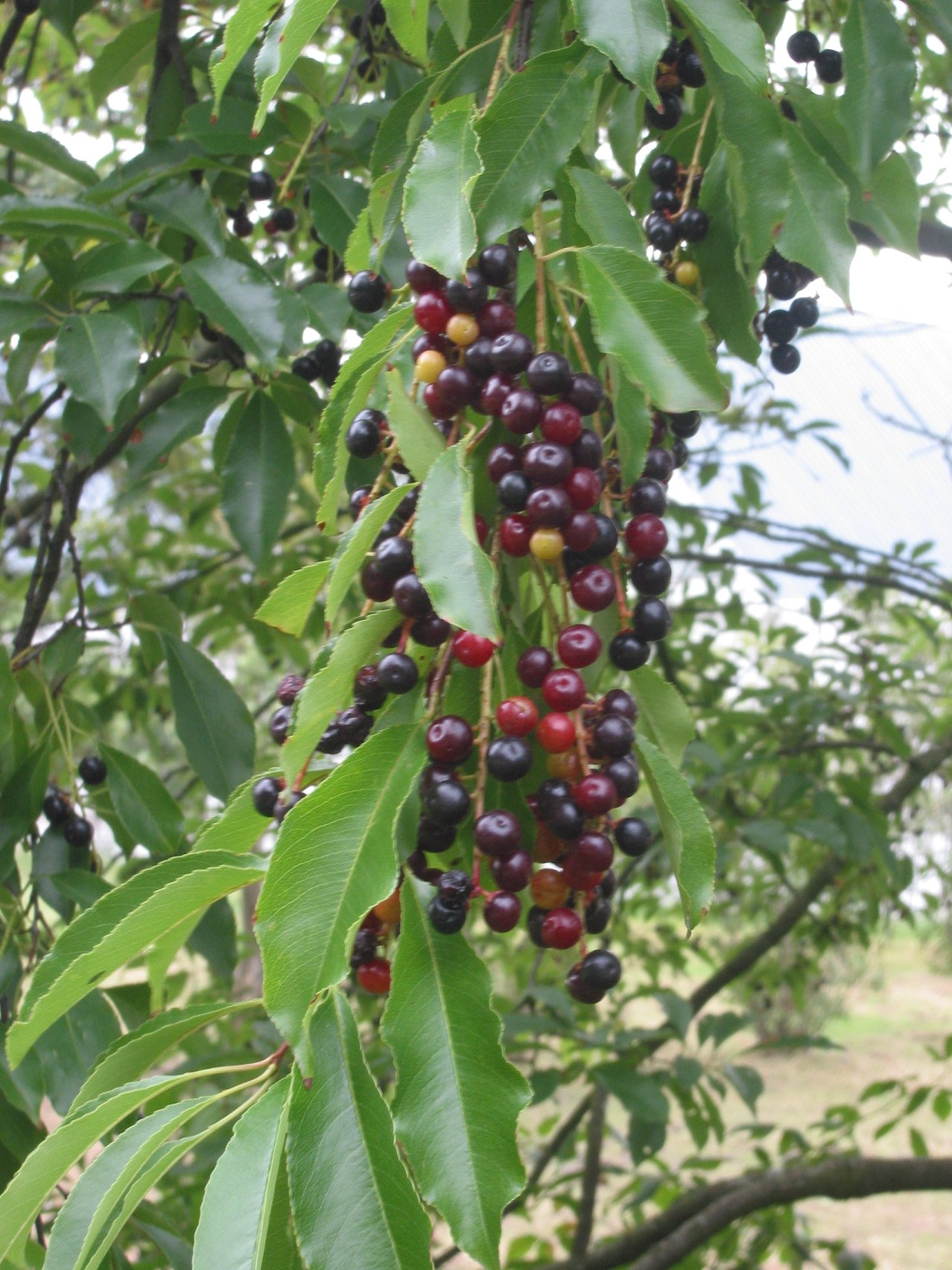
termése
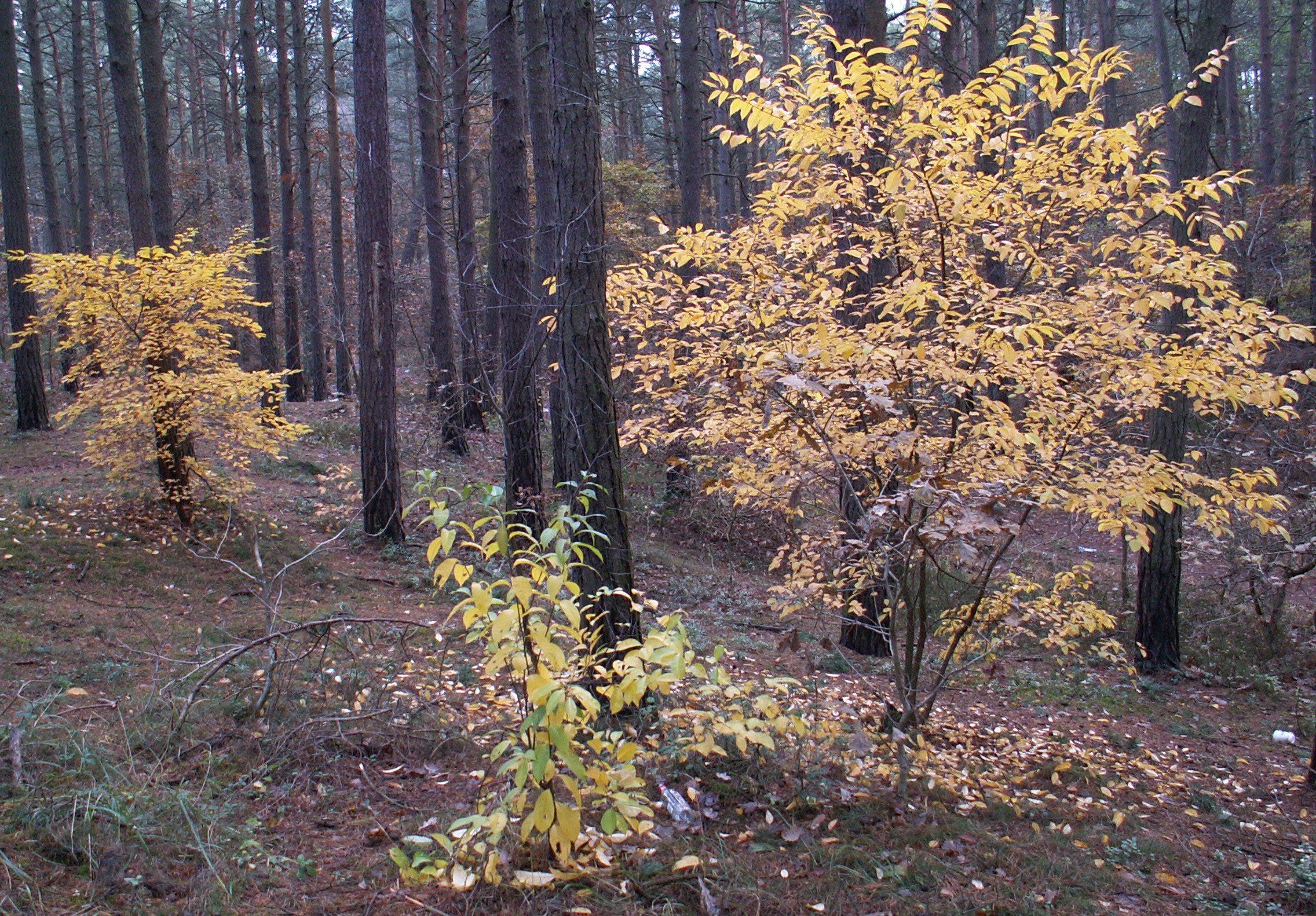
Őszi lombszín
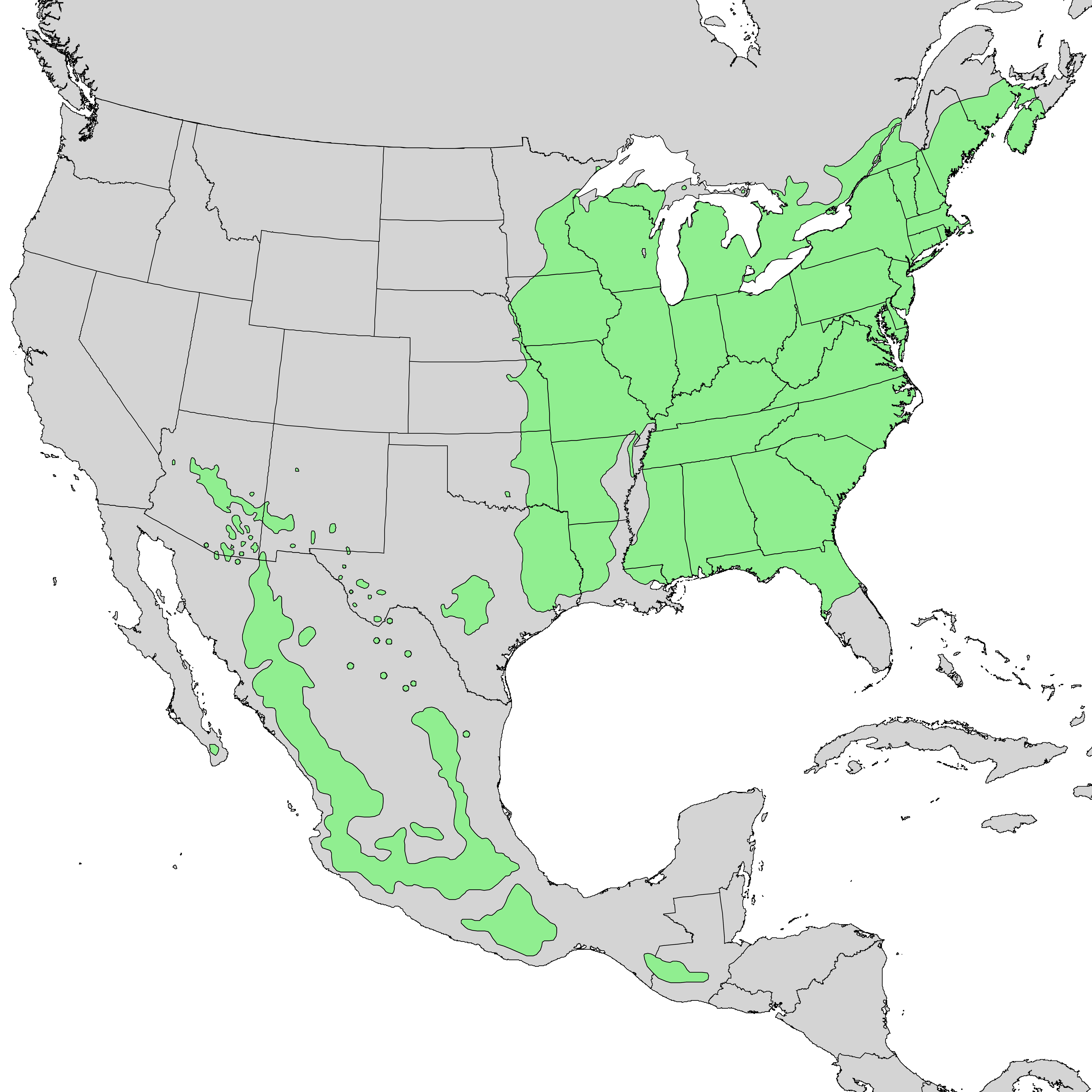
Elterjedése